# Voigtstedt
Voigtstedt es una localidad del municipio de Artern, en el distrito de Kyffhäuser, en el estado federado de Turingia (Alemania), a una altitud de 125 metros. Su población a finales de 2016 era de unos 900 habitantes.
Se encuentra ubicada a poca distancia al sur de la frontera con el estado de Sajonia-Anhalt. Se conoce la existencia de la localidad desde finales del siglo IX, cuando se menciona en un documento de la abadía de Hersfeld como uno de los pueblos que Lulo de Hersfeld había mandado construir en la zona. La localidad es el lugar de origen de la Casa de Stolberg. Voigtstedt fue municipio hasta el 1 de enero de 2019, cuando se incorporó al territorio de la ciudad de Artern.